# Eupsilia tristigmata
Eupsilia tristigmata là một loài bướm đêm trong họ Noctuidae.